# Rudolf Kalvius
Rudolf Kalvius (* 23. März 1900 in Darmstadt, Deutsches Reich; † 25. September 1972 in München, Bundesrepublik Deutschland) war ein deutscher Schauspieler bei Bühne und Film und ein Theaterregisseur.

## Leben und Wirken
Kalvius begann seine Schauspielerlaufbahn im Laufe der 1920er Jahre, als er an Bühnen in der norddeutschen Provinz (z. B. am Stadttheater Lübeck und anschließend für mehrere Jahre am Braunschweiger Landestheater) auftrat. Im Dritten Reich fand Kalvius mit der Bühnenregie neben der Schauspielerei ein zweites berufliches Standbein. In beiden Funktionen wirkte er kurz vor Ausbruch des Zweiten Weltkriegs am Leipziger Schauspielhaus, während er gleichzeitig am Berliner Rose-Theater verpflichtet war. Während des Kriegs wurde Rudolf Kalvius ans Potsdamer Schauspielhaus verpflichtet und wirkte dort primär als Oberspielleiter aber auch als Stellvertreter des Intendanten. Zur gleichen Zeit trat er in diesen Jahren mit kleinen Rollen auch erstmals vor die Kamera, so etwa in den beiden erfolgreichen Käutner-Inszenierungen Auf Wiedersehn, Franziska (als Anwalt) und Romanze in Moll (als Arzt).
Die Nachkriegszeit begann Kalvius in der Spielzeit 1945/46 in Darmstadt. Hier inszenierte er in der Orangerie eine Aufführung von Klabunds XYZ: Spiel zu Dreien. Seit 1946 gehörte Rudolf Kalvius fast zwei Jahrzehnte (bis 1965) lang fest dem Ensemble des Kasseler Staatstheaters an. Hier sah man ihn unter anderem in den Stücken Don Karlos, Mit meinen Augen, Jeanne oder Die Lerche und Satans Ende. Gelegentlich konnte er auch hier Regie führen. Nebenbei intensivierte Kalvius seine Arbeit vor Film- und Fernsehkameras. Hier wirkte er bevorzugt in Umsetzungen klassischer Literaturvorlagen von Theodor Fontane (Irrungen – Wirrungen), Gotthold Ephraim Lessing (Emilia Galotti) und William Shakespeare (Troilus und Cressida) mit. Seinen Lebensabend verbrachte Rudolf Kalvius, der auch als Hörspielsprecher gearbeitet hatte, in München, wo er 72-jährig verstarb.

## Filmografie
- 1941: Auf Wiedersehn, Franziska
- 1941: Leichte Muse
- 1942: Romanze in Moll
- 1949: Liebe 47
- 1952: Ferien vom Ich
- 1953: Tagebuch einer Verliebten
- 1956: Nacht der Entscheidung
- 1956: Rot ist die Liebe
- 1964: General Fréderic (Fernsehfilm)
- 1965: Irrungen – Wirrungen (Fernsehfilm)
- 1968: Troilus und Cressida (Fernsehfilm)
- 1969: Der Kidnapper (Fernsehfilm)
- 1970: Emilia Galotti (Fernsehfilm)